# Esmé Creed-Miles

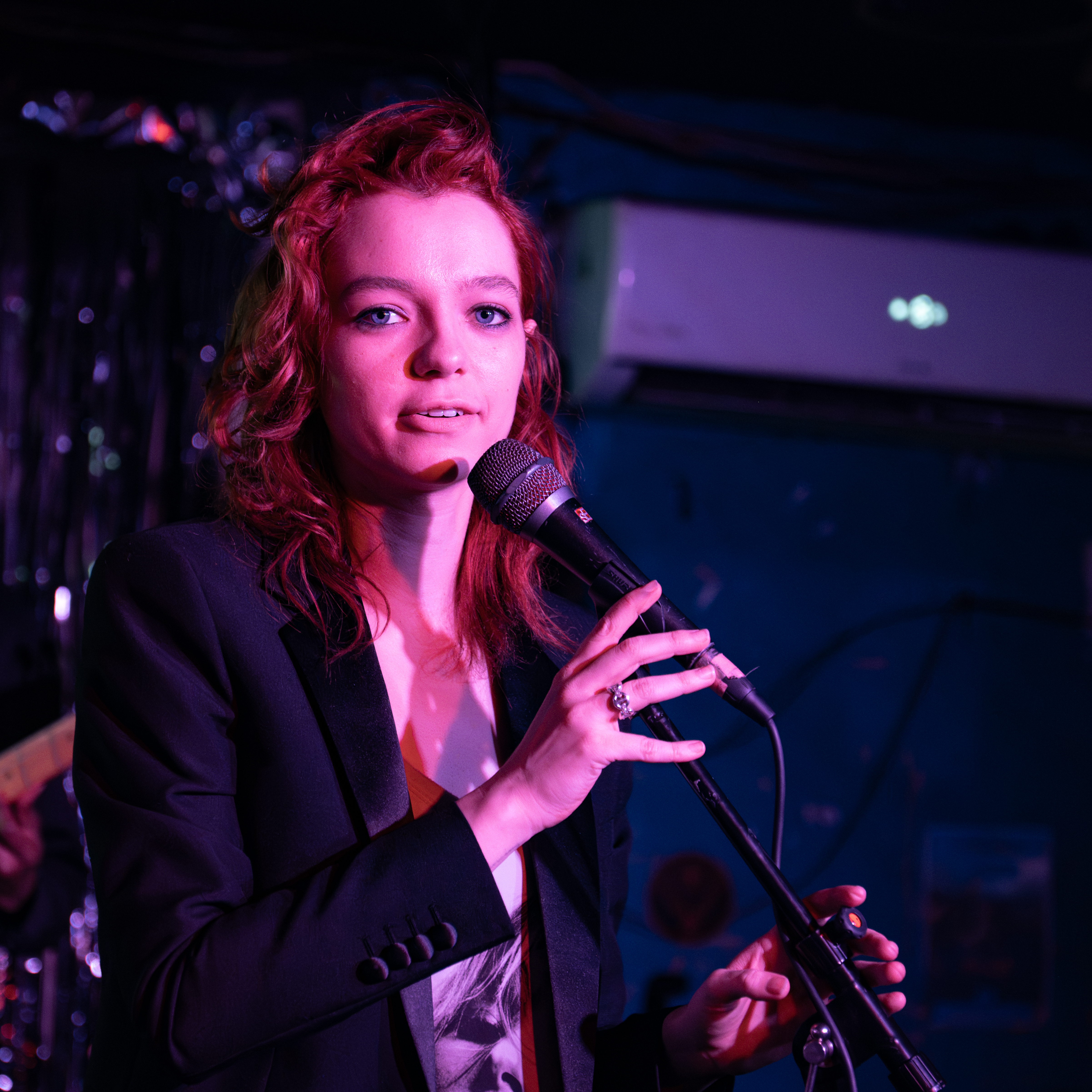
Esmé Creed-Miles (2024)

Esmé Creed-Miles (* 5. Februar 2000 in England) ist eine britische Schauspielerin.

## Leben
Esmé Creed-Miles wurde als Tochter des Schauspielerpaares Samantha Morton und Charlie Creed-Miles geboren und besuchte die Bedales School in Hampshire.
Ihr Filmdebüt gab sie im Alter von sieben Jahren im Film Mister Lonely von Harmony Korine. Sie spielte darin die Rolle der Shirley Temple an der Seite ihrer Mutter, die darin Marilyn Monroe verkörperte. 2017 war sie in Dark River von Clio Barnard in der Rolle der jungen Alice zu sehen, während die Rolle der Alice in älteren Jahren von Ruth Wilson verkörpert wurde. Es folgten Rollen in Undercliffe (2018) an der Seite von Laurie Kynaston als dessen Filmschwester und eine Hauptrolle in Pond Life (2018) von Bill Buckhurst mit Angus Imrie und Tom Varey.
Ab 2019 verkörperte sie in der auf dem Film Wer ist Hanna? (2011) basierenden Amazon-Serie Hanna die Titelrolle. In der deutschsprachigen Fassung lieh ihr Moira May die Stimme. Im Film aus dem Jahr 2011 wurde die Titelrolle von Saoirse Ronan dargestellt. Für die Rolle wurde Esme von ihrem Vater in Kampfkunst unterrichtet und trainiert, der 20 Jahre lang Kampfkunst praktizierte. Für die Thrillerserie The Doll Factory von Paramount+ basierend auf dem gleichnamigen Roman von Elizabeth Macneal wurde sie 2022 für die Hauptrolle der Iris besetzt.

## Filmografie (Auswahl)
- 2007: Mister Lonely
- 2017: Dark River
- 2018: Undercliffe
- 2018: Pond Life
- 2019–2021: Hanna (Fernsehserie, 22 Episoden)
- 2020: Jamie (Kurzfilm, auch Buch und Regie)
- 2020: Sudden Light (Kurzfilm)
- seit 2022: The Legend of Vox Machina (Fernsehserie, Stimme)
- 2023: Silver Haze
- 2023: The Doll Factory (Fernsehserie, 6 Episoden)
- 2024: The Thicket
- 2025: Sandman (The Sandman, Fernsehserie)